# Battaglia di Rocquencourt
La battaglia di Rocquencourt fu uno scontro di cavalleria combattuto il 1º luglio 1815 nei pressi dei villaggi di Rocquencourt e Le Chesnay. I dragoni francesi sostenuti dalla fanteria e comandati dal generale Exelmans distrussero una brigata prussiana di ussari guidati dal colonnello Eston von Sohr, il quale fu gravemente ferito e fatto prigioniero.

## Battaglia
Mentre stava negoziando un armistizio con i marescialli di campo Wellington (comandante dell'esercito anglo-olandese) e Blücher (comandante dell'esercito prussiano), il maresciallo Davout ordinò a Exelmans di attaccare l'avanguardia prussiana a Versailles il 1º luglio 1815 in modo da rallentare l'avanzata prussiana, e mostrare ai comandanti nemici che l'esercito francese avrebbe proseguito la guerra in caso di mancato armistizio. 
L'attacco provocò la ritirata dell'avanguardia prussiana, composta da una brigata di ussari, da Versailles verso est, ma gli ussari prussiani furono bloccati dai francesi a Vélizy. I prussiani non riuscirono a rientrare a Versailles, e proseguirono per Saint-Germain-en-Laye. Il primo squadrone di ulani finì sotto il fuoco francese all'entrata di Rocquencourt, e cercò di fuggire nei campi; fu però obbligato ad entrare nelle strette vie di Le Chesnay, dove molti cavalieri vennero uccisi o catturati.
Il grosso dell'esercito prussiano riuscì comunque a raggiungere Saint-Germain.

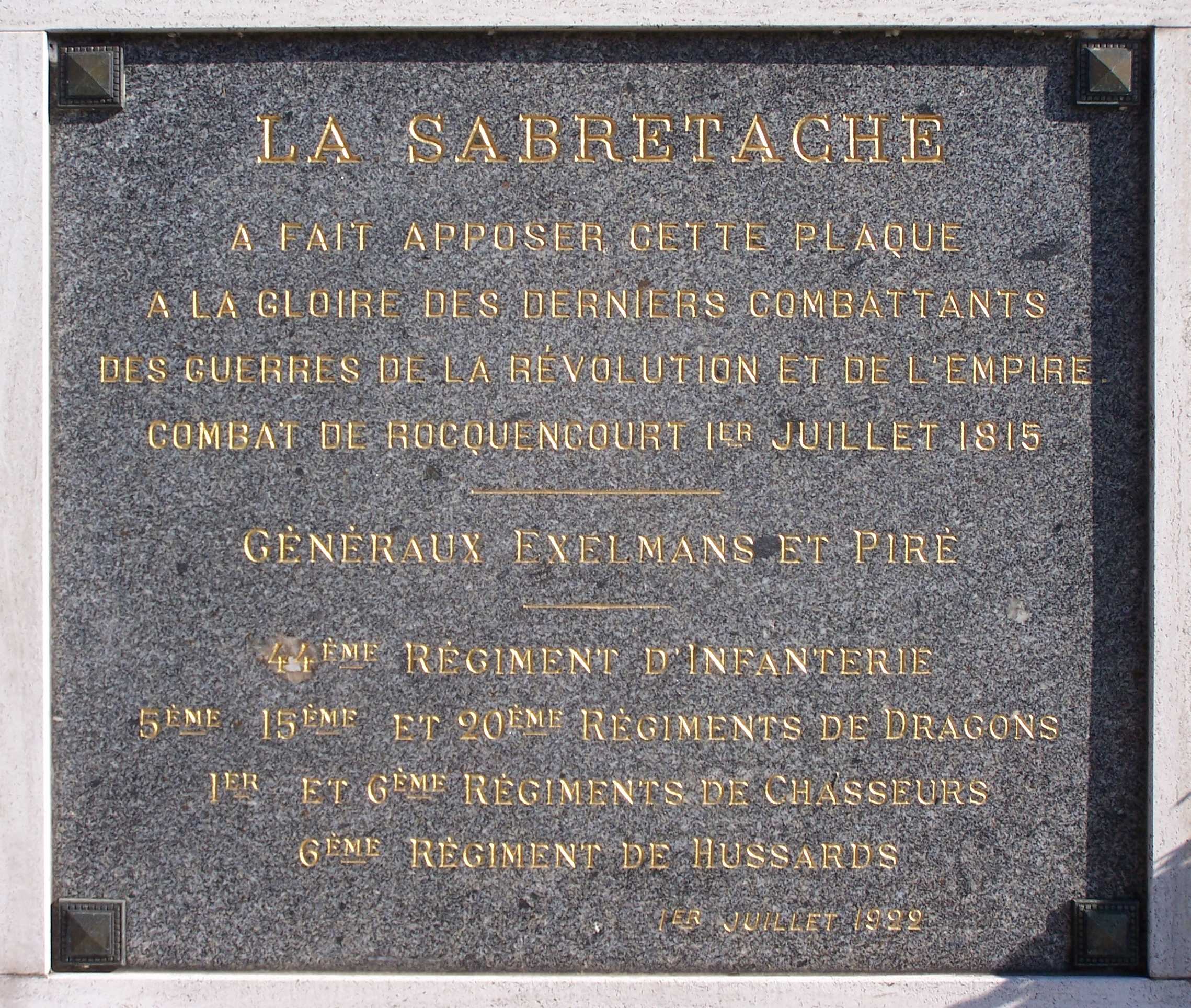
Targa commemorativa della battaglia.